# Großer Preis von Monaco 1975
Der Große Preis von Monaco 1975 (offiziell XXXIII Gran Prix de Monaco) fand am 11. Mai auf dem Circuit de Monaco in Monte Carlo statt und war das fünfte Rennen der Automobil-Weltmeisterschaft 1975.

## Berichte

### Hintergrund
Rund zwei Wochen nach dem tragisch verlaufenen Großen Preis von Spanien legten die Veranstalter des Monaco-GP besonderen Wert auf die Sicherheit, um eine ähnliche Tragödie zu verhindern. Innerhalb kurzer Zeit wurden zusätzliche Leitplanken und Fangzäune installiert. Um die Gefahr einer Massenkollision in der ersten Kurve zu verringern, wurde die Startaufstellung gestaffelt angelegt, was zum damaligen Zeitpunkt ungewöhnlich war, im Laufe der folgenden Jahre jedoch zum Standard wurde. Zudem wurde beschlossen, das Teilnehmerfeld auf 18 Fahrzeuge zu begrenzen. Da die Meldeliste 26 Piloten umfasste, bedeutete das das Ausscheiden der acht langsamsten Fahrer nach dem Training.
Williams-Pilot Jacques Laffite kehrte anstelle des ihn vertretenden Tony Brise wieder in sein Cockpit zurück. Hesketh Racing meldete einen zweiten Werkswagen neben dem von Stammfahrer James Hunt unter dem Teamnamen „Polar Caravans“. Dahinter verbarg sich ein Sponsor des Gaststarters Torsten Palm, der erstmals an einem Grand-Prix-Wochenende teilnahm. Zusammen mit dem privaten Hesketh von Alan Jones waren somit erstmals drei Fahrzeuge des Typs 308 gemeldet.

### Training
Aufgrund des garantierten Ausscheidens der acht langsamsten Fahrzeuge war das Training durchweg spannend und von zahlreichen Runden der Teilnehmer geprägt.
Mit sechs Zehntelsekunden Vorsprung vor seinen Verfolgern sicherte sich Niki Lauda im Ferrari 312T zum wiederholten Mal die Pole-Position. Dahinter konnten erneut die beiden Shadow-Werksfahrer mit guten Trainingsleistungen überzeugen, wobei Tom Pryce die beste Runde seines Teamkollegen Jean-Pierre Jarier knapp unterbieten konnte. Es folgten mit Ronnie Peterson, Vittorio Brambilla, Clay Regazzoni, Jody Scheckter, Carlos Pace und Emerson Fittipaldi sechs unterschiedliche Fahrzeuge auf den Startplätzen vier bis neun.
Zu den acht Fahrern, die an der Qualifikationshürde scheiterten, gehörte neben beiden Williams-Piloten auch der zum damaligen Zeitpunkt bereits 46-jährige Graham Hill, der daraufhin seine Rennfahrerkarriere beendete, um sich fortan voll und ganz den Aufgaben als Teamchef seines Rennstalls Embassy Hill zu widmen.

### Rennen
Aufgrund feuchter Streckenverhältnisse startete das Feld auf Regenreifen ins Rennen. Lauda verteidigte seine Spitzenposition vom Start weg, während Pryce gegenüber Jarier und Peterson Plätze verlor. Der dadurch zweitplatzierte Jarier berührte die Leitplanken während der ersten Runde in der Mirabeau-Kurve, konnte zunächst allerdings weiterfahren. Aufgrund leichter Beschädigungen an seinem Fahrwerk berührte er die Streckenbegrenzung jedoch wenig später in der Hafenschikane erneut und schied aus. Die dadurch hergestellte Reihenfolge an der Spitze mit Lauda vor Peterson und Pryce blieb daraufhin bis zur 19. Runde bestehen. Dann drehte sich Pryce und fiel hinter Scheckter und Fittipaldi auf den  fünften Rang zurück.
Aufgrund abtrocknender Strecke steuerten mehrere Fahrer die Boxen an, um auf Slicks zu wechseln. Auch Lauda tat dies in Runde 24, büßte seine Führung aber dennoch nur kurzzeitig ein. Peterson wartete zu lange mit seinem Stopp, was sich darin zeigte, dass er nach erfolgtem Reifenwechsel hinter Fittipaldi, Pace und Scheckter zurück auf die Strecke kam. Durch einen Reifenschaden an Scheckters Wagen, der den Südafrikaner zu einem Boxenstopp zwang, gelangte Peterson wieder auf den vierten Platz.
Es gab auf den ersten Plätzen keine Positionsverschiebungen mehr, bis das Rennen aufgrund des erreichten Zeitlimits von zwei Stunden nach 75 der eigentlich geplanten 78 Runden abgewinkt wurde. Fittipaldi hatte noch zu Lauda aufschließen können und kreuzte 1,7 Sekunden nach dem Österreicher die Ziellinie. In der letzten Runde wurde Jochen Mass noch von Patrick Depailler überholt, wodurch dieser als Fünfter zwei Punkte erhielt und Mass als Sechster lediglich einen Punkt.

## Meldeliste
| Team                             | Nr. | Fahrer             | Chassis         | Motor                    | Reifen |
| -------------------------------- | --- | ------------------ | --------------- | ------------------------ | ------ |
| Marlboro Team Texaco             | 01  | Emerson Fittipaldi | McLaren M23     | Ford Cosworth DFV 3.0 V8 | G      |
| Marlboro Team Texaco             | 02  | Jochen Mass        | McLaren M23     | Ford Cosworth DFV 3.0 V8 | G      |
| Elf Team Tyrrell                 | 03  | Jody Scheckter     | Tyrrell 007     | Ford Cosworth DFV 3.0 V8 | G      |
| Elf Team Tyrrell                 | 04  | Patrick Depailler  | Tyrrell 007     | Ford Cosworth DFV 3.0 V8 | G      |
| John Player Team Lotus           | 05  | Ronnie Peterson    | Lotus 72E       | Ford Cosworth DFV 3.0 V8 | G      |
| John Player Team Lotus           | 06  | Jacky Ickx         | Lotus 72E       | Ford Cosworth DFV 3.0 V8 | G      |
| Martini Racing                   | 07  | Carlos Reutemann   | Brabham BT44B   | Ford Cosworth DFV 3.0 V8 | G      |
| Martini Racing                   | 08  | Carlos Pace        | Brabham BT44B   | Ford Cosworth DFV 3.0 V8 | G      |
| Beta Team March                  | 09  | Vittorio Brambilla | March 751       | Ford Cosworth DFV 3.0 V8 | G      |
| Lavazza March                    | 10  | Lella Lombardi     | March 751       | Ford Cosworth DFV 3.0 V8 | G      |
| Scuderia Ferrari SpA SEFAC       | 11  | Clay Regazzoni     | Ferrari 312T    | Ferrari 015 3.0 F12      | G      |
| Scuderia Ferrari SpA SEFAC       | 12  | Niki Lauda         | Ferrari 312T    | Ferrari 015 3.0 F12      | G      |
| Stanley B.R.M.                   | 14  | Bob Evans          | BRM P201        | BRM P200 3.0 V12         | G      |
| UOP Shadow Racing Team           | 16  | Tom Pryce          | Shadow DN5      | Ford Cosworth DFV 3.0 V8 | G      |
| UOP Shadow Racing Team           | 17  | Jean-Pierre Jarier | Shadow DN5      | Ford Cosworth DFV 3.0 V8 | G      |
| Team Surtees                     | 18  | John Watson        | Surtees TS16    | Ford Cosworth DFV 3.0 V8 | G      |
| Frank Williams Racing Cars       | 20  | Arturo Merzario    | Williams FW03   | Ford Cosworth DFV 3.0 V8 | G      |
| Frank Williams Racing Cars       | 21  | Jacques Laffite    | Williams FW04   | Ford Cosworth DFV 3.0 V8 | G      |
| Embassy Racing with Graham Hill  | 23  | Graham Hill        | Hill GH1        | Ford Cosworth DFV 3.0 V8 | G      |
| Hesketh Racing                   | 24  | James Hunt         | Hesketh 308     | Ford Cosworth DFV 3.0 V8 | G      |
| Polar Caravans                   | 25  | Torsten Palm       | Hesketh 308     | Ford Cosworth DFV 3.0 V8 | G      |
| Custom Made Harry Stiller Racing | 26  | Alan Jones         | Hesketh 308     | Ford Cosworth DFV 3.0 V8 | G      |
| Vel’s Parnelli Jones Racing      | 27  | Mario Andretti     | Parnelli VPJ4   | Ford Cosworth DFV 3.0 V8 | G      |
| Penske Cars                      | 28  | Mark Donohue       | Penske PC1      | Ford Cosworth DFV 3.0 V8 | G      |
| Copersucar-Fittipaldi            | 30  | Wilson Fittipaldi  | Copersucar FD02 | Ford Cosworth DFV 3.0 V8 | G      |
| HB Bewaking Team Ensign          | 31  | Roelof Wunderink   | Ensign N174     | Ford Cosworth DFV 3.0 V8 | G      |

## Klassifikationen

### Startaufstellung
| Pos. | Fahrer             | Konstrukteur    | Zeit    | Ø-Geschwindigkeit | Start |
| ---- | ------------------ | --------------- | ------- | ----------------- | ----- |
| 01   | Niki Lauda         | Ferrari         | 1:26,40 | 136,583 km/h      | 01    |
| 02   | Tom Pryce          | Shadow-Ford     | 1:27,09 | 135,501 km/h      | 02    |
| 03   | Jean-Pierre Jarier | Shadow-Ford     | 1:27,25 | 135,253 km/h      | 03    |
| 04   | Ronnie Peterson    | Lotus-Ford      | 1:27,40 | 135,021 km/h      | 04    |
| 05   | Vittorio Brambilla | March-Ford      | 1:27,50 | 134,866 km/h      | 05    |
| 06   | Clay Regazzoni     | Ferrari         | 1:27,55 | 134,789 km/h      | 06    |
| 07   | Jody Scheckter     | Tyrrell-Ford    | 1:27,58 | 134,743 km/h      | 07    |
| 08   | Carlos Pace        | Brabham-Ford    | 1:27,67 | 134,605 km/h      | 08    |
| 09   | Emerson Fittipaldi | McLaren-Ford    | 1:27,77 | 134,451 km/h      | 09    |
| 10   | Carlos Reutemann   | Brabham-Ford    | 1:27,93 | 134,207 km/h      | 10    |
| 11   | James Hunt         | Hesketh-Ford    | 1:27,94 | 134,191 km/h      | 11    |
| 12   | Patrick Depailler  | Tyrrell-Ford    | 1:27,95 | 134,176 km/h      | 12    |
| 13   | Mario Andretti     | Parnelli-Ford   | 1:28,11 | 133,933 km/h      | 13    |
| 14   | Jacky Ickx         | Lotus-Ford      | 1:28,28 | 133,675 km/h      | 14    |
| 15   | Jochen Mass        | McLaren-Ford    | 1:28,49 | 133,357 km/h      | 15    |
| 16   | Mark Donohue       | Penske-Ford     | 1:28,81 | 132,877 km/h      | 16    |
| 17   | John Watson        | Surtees-Ford    | 1:28,90 | 132,742 km/h      | 17    |
| 18   | Alan Jones         | Hesketh-Ford    | 1:29,12 | 132,415 km/h      | 18    |
| DNQ  | Jacques Laffite    | Williams-Ford   | 1:29,28 | 132,177 km/h      | –     |
| DNQ  | Arturo Merzario    | Williams-Ford   | 1:29,32 | 132,118 km/h      | –     |
| DNQ  | Graham Hill        | Hill-Ford       | 1:29,49 | 131,867 km/h      | –     |
| DNQ  | Bob Evans          | B.R.M.          | 1:30,33 | 130,641 km/h      | –     |
| DNQ  | Roelof Wunderink   | Ensign-Ford     | 1:31,60 | 128,830 km/h      | –     |
| DNQ  | Torsten Palm       | Hesketh-Ford    | 1:31,95 | 128,339 km/h      | –     |
| DNQ  | Lella Lombardi     | March-Ford      | 1:32,20 | 127,991 km/h      | –     |
| DNQ  | Wilson Fittipaldi  | Copersucar-Ford | 1:33,02 | 126,863 km/h      | –     |

### Rennen
| Pos. | Fahrer             | Konstrukteur  | Runden | Stopps | Zeit       | Start | Schnellste Runde |
| ---- | ------------------ | ------------- | ------ | ------ | ---------- | ----- | ---------------- |
| 01   | Niki Lauda         | Ferrari       | 75     | 1      | 2:01:21,31 | 01    | 1:29,41          |
| 02   | Emerson Fittipaldi | McLaren-Ford  | 75     | 1      | + 2,78     | 09    | 1:29,21          |
| 03   | Carlos Pace        | Brabham-Ford  | 75     | 0      | + 17,81    | 08    | 1:29,18          |
| 04   | Ronnie Peterson    | Lotus-Ford    | 75     | 1      | + 38,45    | 04    | 1:29,37          |
| 05   | Patrick Depailler  | Tyrrell-Ford  | 75     | 0      | + 40,86    | 12    | 1:28,67 (68.)    |
| 06   | Jochen Mass        | McLaren-Ford  | 75     | 0      | + 42,07    | 15    | 1:29,01          |
| 07   | Jody Scheckter     | Tyrrell-Ford  | 74     | 1      | + 1 Runde  | 07    | 1:30,07          |
| 08   | Jacky Ickx         | Lotus-Ford    | 74     | 0      | + 1 Runde  | 14    | 1:29,19          |
| 09   | Carlos Reutemann   | Brabham-Ford  | 73     | 0      | + 2 Runden | 10    | 1:30,83          |
| –    | Mark Donohue       | Penske-Ford   | 66     | 0      | DNF        | 16    | 1:31,21          |
| –    | James Hunt         | Hesketh-Ford  | 63     | 1      | DNF        | 11    | 1:29,58          |
| –    | Alan Jones         | Hesketh-Ford  | 61     | 0      | DNF        | 18    | 1:30,74          |
| –    | Vittorio Brambilla | March-Ford    | 48     | 3      | DNF        | 05    | 1:31,93          |
| –    | Tom Pryce          | Shadow-Ford   | 39     | 1      | DNF        | 02    | 1:31,07          |
| –    | Clay Regazzoni     | Ferrari       | 36     | 2      | DNF        | 17    | 1:29,97          |
| –    | John Watson        | Surtees-Ford  | 36     | 0      | DNF        | 06    | 1:31,29          |
| –    | Mario Andretti     | Parnelli-Ford | 9      | 1      | DNF        | 13    | 1:48,03          |
| –    | Jean-Pierre Jarier | Shadow-Ford   | 0      | 0      | DNF        | 03    | –                |

## WM-Stände nach dem Rennen
Die ersten sechs des Rennens bekamen 9, 6, 4, 3, 2 bzw. 1 Punkt(e). In der Konstrukteurswertung zählten nur die Punkte des bestplatzierten Fahrers eines Teams. Es zählten nur die besten sieben Ergebnisse aus den ersten acht Rennen und die besten fünf aus den letzten sechs Rennen.

### Fahrerwertung
| Pos. | Fahrer             | Konstrukteur          | Punkte |
| ---- | ------------------ | --------------------- | ------ |
| 01   | Emerson Fittipaldi | McLaren-Ford          | 21     |
| 02   | Carlos Pace        | Brabham-Ford          | 16     |
| 03   | Niki Lauda         | Ferrari               | 14     |
| 04   | Carlos Reutemann   | Brabham-Ford          | 12     |
| 05   | Jochen Mass        | McLaren-Ford          | 10,5   |
| 06   | Jody Scheckter     | Tyrrell-Ford          | 9      |
| 07   | Patrick Depailler  | Tyrrell-Ford          | 8      |
| 08   | James Hunt         | Hesketh-Ford          | 7      |
| 09   | Clay Regazzoni     | Ferrari               | 6      |
| 10   | Ronnie Peterson    | Lotus-Ford            | 3      |
| 11   | Jacky Ickx         | Lotus-Ford            | 3      |
| 12   | Jean-Pierre Jarier | Shadow-Ford           | 1,5    |
| 13   | Vittorio Brambilla | March-Ford            | 1      |
| 14   | Lella Lombardi     | March-Ford            | 0,5    |
| 15   | Mark Donohue       | Penske-Ford           | 0      |
| 16   | Mario Andretti     | Parnelli-Ford         | 0      |
| 17   | Rolf Stommelen     | Lola-Ford / Hill-Ford | 0      |

| Pos. | Fahrer            | Konstrukteur    | Punkte |
| ---- | ----------------- | --------------- | ------ |
| 21   | Tony Brise        | Williams-Ford   | 0      |
| 18   | Tom Pryce         | Shadow-Ford     | 0      |
| 19   | John Watson       | Surtees-Ford    | 0      |
| 20   | Graham Hill       | Lola-Ford       | 0      |
| 22   | Jacques Laffite   | Williams-Ford   | 0      |
| 23   | Guy Tunmer        | Lotus-Ford      | 0      |
| 24   | Wilson Fittipaldi | Copersucar-Ford | 0      |
| 25   | Eddie Keizan      | Lotus-Ford      | 0      |
| 26   | Dave Charlton     | McLaren-Ford    | 0      |
| 27   | Bob Evans         | B.R.M.          | 0      |
| –    | Arturo Merzario   | Williams-Ford   | 0      |
| –    | Mike Wilds        | B.R.M.          | 0      |
| –    | Ian Scheckter     | Tyrrell-Ford    | 0      |
| –    | Roelof Wunderink  | Ensign-Ford     | 0      |
| –    | François Migault  | Hill-Ford       | 0      |
| –    | Alan Jones        | Hesketh-Ford    | 0      |

### Konstrukteurswertung
| Pos. | Konstrukteur | Punkte |
| ---- | ------------ | ------ |
| 01   | McLaren-Ford | 26,5   |
| 02   | Brabham-Ford | 25     |
| 03   | Ferrari      | 17     |
| 04   | Tyrrell-Ford | 13     |
| 05   | Hesketh-Ford | 7      |
| 06   | Lotus-Ford   | 6      |
| 07   | Shadow-Ford  | 1,5    |
| 08   | March-Ford   | 1      |

| Pos. | Konstrukteur    | Punkte |
| ---- | --------------- | ------ |
| 09   | Williams-Ford   | 0      |
| 10   | Penske-Ford     | 0      |
| 11   | Parnelli-Ford   | 0      |
| 12   | Lola-Ford       | 0      |
| 13   | Surtees-Ford    | 0      |
| 14   | B.R.M.          | 0      |
| –    | Copersucar-Ford | 0      |
| –    | Hill-Ford       | 0      |